# Ријад
Ријад главни је и највећи град Саудијске Арабије. Такође је главни град провинције Ријад. Налази се у историјском региону Нејд. Географски је смештен у централном делу арабијског полуострва. Број становника у Ријаду је преко седам милиона, што је преко 20% популације целе државе.

## Етимологија
Име Ријад је изведено из арапске речи равда у множини, што значи место башта и дрвећа. Ријад је више од 1500 година плодоносно место у срцу Арабијског полуострва због многих вадија (суво корито реке које се преплави током кишних периода).

## Географија

### Клима
Температура у Ријаду лети може бити веома висока и доћи до 45 °C. Зиме су са друге стране благе са хладним вечерима. Град је смештен у пределу где нема река, али се зими појаве текуће воде услед падавина.
| Клима Ријада (1985—2010)                                                                                                   | Клима Ријада (1985—2010) | Клима Ријада (1985—2010) | Клима Ријада (1985—2010) | Клима Ријада (1985—2010) | Клима Ријада (1985—2010) | Клима Ријада (1985—2010) | Клима Ријада (1985—2010) | Клима Ријада (1985—2010) | Клима Ријада (1985—2010) | Клима Ријада (1985—2010) | Клима Ријада (1985—2010) | Клима Ријада (1985—2010) | Клима Ријада (1985—2010) |
| Показатељ \ Месец | .Јан.                    | .Феб.                    | .Мар.                    | .Апр.                    | .Мај.                    | .Јун.                    | .Јул.                    | .Авг.                    | .Сеп.                    | .Окт.                    | .Нов.                    | .Дец.                    | .Год.                    |
| --- | ------------------------ | ------------------------ | ------------------------ | ------------------------ | ------------------------ | ------------------------ | ------------------------ | ------------------------ | ------------------------ | ------------------------ | ------------------------ | ------------------------ | ------------------------ |
| Апсолутни максимум, °C (°F)                                                                                                | 31,5 (88,7)              | 34,8 (94,6)              | 38,0 (100,4)             | 42,0 (107,6)             | 45,1 (113,2)             | 47,2 (117)               | 48,0 (118,4)             | 47,8 (118)               | 45,0 (113)               | 41,0 (105,8)             | 38,0 (100,4)             | 31,0 (87,8)              | 48 (118,4)               |
| Максимум, °C (°F) | 20,2 (68,4)              | 23,4 (74,1)              | 27,7 (81,9)              | 33,4 (92,1)              | 39,4 (102,9)             | 42,5 (108,5)             | 43,5 (110,3)             | 43,6 (110,5)             | 40,4 (104,7)             | 35,3 (95,5)              | 27,8 (82)                | 22,2 (72)                | 33,28 (91,91)            |
| Просек, °C (°F) | 14,4 (57,9)              | 17,3 (63,1)              | 21,4 (70,5)              | 26,9 (80,4)              | 32,9 (91,2)              | 35,7 (96,3)              | 36,8 (98,2)              | 36,7 (98,1)              | 33,5 (92,3)              | 28,4 (83,1)              | 21,5 (70,7)              | 16,3 (61,3)              | 26,82 (80,26)            |
| Минимум, °C (°F) | 9,0 (48,2)               | 11,2 (52,2)              | 15,2 (59,4)              | 20,4 (68,7)              | 25,9 (78,6)              | 28,0 (82,4)              | 29,3 (84,7)              | 29,2 (84,6)              | 25,9 (78,6)              | 21,2 (70,2)              | 15,5 (59,9)              | 10,6 (51,1)              | 20,12 (68,22)            |
| Апсолутни минимум, °C (°F)                                                                                                 | −2,2 (28)                | 0,5 (32,9)               | 4,5 (40,1)               | 11,0 (51,8)              | 18,0 (64,4)              | 16,0 (60,8)              | 23,6 (74,5)              | 22,7 (72,9)              | 16,1 (61)                | 14,0 (57,2)              | 7,0 (44,6)               | 1,4 (34,5)               | −2,2 (28)                |
| Количина кише, mm (in) | 12,5 (0,492)             | 8,0 (0,315)              | 24,0 (0,945)             | 28,0 (1,102)             | 4,9 (0,193)              | 0,0 (0)                  | 0,0 (0)                  | 0,4 (0,016)              | 0,0 (0)                  | 0,8 (0,031)              | 8,7 (0,343)              | 14,6 (0,575)             | 101,9 (4,012)            |
| Дани са кишом | 6,1                      | 4,3                      | 9,4                      | 11,3                     | 3,3                      | 0,0                      | 0,1                      | 0,2                      | 0,0                      | 0,5                      | 3,3                      | 6,3                      | 44,8                     |
| Релативна влажност, % | 47                       | 36                       | 32                       | 28                       | 17                       | 11                       | 10                       | 12                       | 14                       | 20                       | 36                       | 47                       | 26                       |
| Сунчани сати — месечни просек                                                                                              | 212,4                    | 226,6                    | 219,8                    | 242,3                    | 287,7                    | 328,2                    | 332,1                    | 309,2                    | 271,6                    | 311,4                    | 269,2                    | 214,3                    | 3.224,8                  |
| Сунчано време — месечни проценти                                                                                           | N/A                      | N/A                      | N/A                      | N/A                      | N/A                      | N/A                      | N/A                      | N/A                      | N/A                      | N/A                      | N/A                      | N/A                      | 72                       |
| Извор: „Jeddah Regional Climate Center South West Asia”. Архивирано из оригинала 11. 12. 2016. г. Приступљено 13. 6. 2017. |                          |                          |                          |                          |                          |                          |                          |                          |                          |                          |                          |                          |                          |

## Историја
У временима пре ислама насеобина на месту данашњег града се звала Хајр (арап. حجر) и према записима основало ју је племе Бану Ханифа. Хајр је био седиште провинције Ел Јамамах чији су управници контролисали већи део централне и источне Арабије за време ере Омејадскога калифата и Абасида. Провинција Ел Јамама се отцепила од Абасидског калифата 866. и пала под власт Бану Укхаидира, који је преселио престоницу из Хајра у оближњи ел Карј. Након тога град Хајр је дуго пропадао.
У четрнаестом веку северноафрички путописац Ибн Батута описује Хајр као седиште Ел Јамама. Такође пише о томе да је то град канала и дрвећа а већина становника припадају племену Бани Ханифа. Нешто касније Хајр се поделио у неколико мањих насеобина. Најпознатије су биле Мигрин и Микал, а само име Хајр се спомињало само у локалним народним песмама. Најраније означавање овог подручја као Ел Ријад било је у XVII веку.
Године 1737, Дехам ибн Давас који је побуњеник из околне Манхуфе преузео је Ријад. Ибн Давас је изградио зид који је окруживао различита предграђа Ријада обједињујући тако све у један град. Године 1744, Мухамед ибн Абдел Вахаб (муслимански теолог вахабизма) ујединио је снаге са Мухамедом ибн Саудом, владаром оближњег ел Дирија. Циљ им је био да успоставе јединствену муслиманску државу, а главни отпор у остварењу тога циља пружао је ибн Давас, који је контролисао Ријад, а био је у савезништву са још неколико градова. Ибн Давас је дуго успева да пружа отпор снагама ибн Вахаба и ибн Сауда. Међутим након 27 година борбе Давас је побегао, а Ријад је пао у руке Саудијаца 1773. године. Тада је створена Прва саудијска држава. Прва Саудијска држава пала је под налетом Мухамада Алија од Египта који је интервенисао у име Османског царства. Египатске снаге су разориле саудијску престоницу ел Дирија 1818. године. Кад је Турки ел Сауд (Турки ибн Абдалах) обновио државу, односно успоставио Другу саудијску државу 1823. године изабрао је Ријад за престоницу.

### Данашњица
Од малог места на рубу пустиње Ријад је прерастао у регионални па и светски центар и мегалополис. Од некадашњег града опасаног зидовима остали су само фрагменти тог зида и тврђава Масмак. Један је од најбогатијих градова на Блиском истоку, али и међу богатијим у читавом свету. Попут Дубаија и Абу Дабиа у Емиратима, заслуге иду великом богатству нафтом. Међутим, убрзо се развијају остале услужне гране, туризам и трговина. Постаје и финансијски центар региона због развоја великих инвестиционих фондова који улажу не само у региону већ у читавом свету.
Убрзано са развојем економије Ријад мења и комплетан изглед града. Рађају се нови модерни финансијски блокови као што је Финансијски блок Краља Абдулаха. Архитектонски почиње да личи на многе западне градове. Један од најпрепознатљивијих небодера у граду је Центар Краљевства, са 99 спрата и око 302 m висине. Ријад је подељен у 15 сектора уз тзв. дипломатску четврт. Четврт Олаја је комерцијални и трговачки центар града, где се налази и већина хотела. Краљевска четврт је најпосећенија четврт од стране туриста. Индустријски део је смештен у источном делу града. Ту се налази пре свега погони за прераду нафте који су једни од највећих у читавом свету. Такође ту се налазе и индустрија за прераду воде којом се снабдева читав град. Одређен део индустријске воде се доводи чак из Персијског залива.

## Становништво
Ријад је један од градова у којој се број становника вишеструко увећао током задњих деценија. Богатство нафтом и економска моћ довела је до тога да је Ријад један од најнасељенијих градова на Блиском истоку. Већи део становништва је муслиманске вероисповести. Међутим у задњим годинама приметно је досељавање и из западних земаља, због запошљавања у интернационалним компанијама. Такође велики број радника долази и из Индије, Пакистана и то пре свега на грађевинским пројектима. Тако да сада 65% становника Ријада чине Саудијци док 35% странци.

## Партнерски градови
- Акапулко
- Ермосиљо